# Realpolitik
Realpolitik (z niem. polityka realistyczna) – polityka oparta na kalkulacji siły i interesów narodowych, odrzucająca wpływ czynników ideowych i moralnych na politykę.
Pojęcie Realpolitik wprowadził w 1853 r. do niemieckiej myśli politycznej August Ludwig von Rochau (1810–1873). Było ono niejako nierozerwalnie związane z pojęciem siły jako głównego narzędzia rozwiązywania konfliktów w stosunkach międzynarodowych. Rochau wskazywał, że siła nie stanowi ideologii, lecz w pewnym stopniu jest jej antynomią, gdyż w sytuacjach krytycznych ideologia zawsze musi ustąpić pod jej naporem. W tym ujęciu wojna stawała się nie tylko jednym z wielu możliwych, ale wręcz podstawowych narzędzi realizacji polityki państwa.
Na brak elementarnej zdolności do realnego ujmowania zjawisk politycznych w Polsce wskazywał np. Józef Feldman.